# Robertus ovsyannikovi
Espèce
Robertus ovsyannikovi est une espèce d'araignées aranéomorphes de la famille des Theridiidae.

## Distribution
Cette espèce est endémique du Kazakhstan-Oriental au Kazakhstan,. Elle se rencontre vers Kourchim.

## Description
La femelle holotype mesure 3,9 mm.

## Systématique et taxinomie
Cette espèce a été décrite par Esyunin, Kabdrakhimov et Efimik en 2024.

## Étymologie
Cette espèce est nommée en l'honneur d'Arcadii G. Ovsyannikov (1914–1944). 

## Publication originale
- Esyunin, Kabdrakhimov & Efimik, 2024 : « On the spiders (Aranei) collected by D.E. Kharitonov's expedition to Lake Zaisan, East Kazakhstan Area. » Arthropoda Selecta, vol. 33, no 1, p. 129-148.